# Erszényescickány-formák
A erszényescickány-formák (Sminthopsinae) az erszényesek közé tartozó erszényesnyestfélék családjának egy alcsaládja.

## Rendszerezés
Az alcsaládba két nemzetség tartozik. A két nemzetség nemei és fajai:
- Sminthopsini nemzetség
  - Antechinomys – Krefft, 1867 – 1 faj
    - ugró erszényescickány (Antechinomys laniger)

  - Ningaui – Archer, 1975 – 3 faj
    - sivatagi erszényescickány (Ningaui ridei)
    - Ealey-erszényescickány (Ningaui timealeyi)
    - Kitchener-erszényescickány (Ningaui yvonnae)

  - Sminthopsis – Thomas, 1887 – 21 faj
    - déli erszényescickány (Sminthopsis aitkeni)
    - Sminthopsis archeri
    - Sminthopsis bindi
    - Sminthopsis boullangerensis
    - Butler-erszényescickány (Sminthopsis butleri)
    - duzzadtfarkú erszényescickány (Sminthopsis crassicaudata)
    - Sminthopsis dolichura
    - nagy erszényescickány (Sminthopsis douglasi)
    - Sminthopsis fuliginosus
    - Sminthopsis gilberti
    - fehérfarkú erszényescickány (Sminthopsis granulipes)
    - szürkehasú erszényescickány (Sminthopsis griseoventer)
    - gyapjaslábú karcsúlábú-erszényesegér (Sminthopsis hirtipes)
    - Sminthopsis leucopus
    - hosszúfarkú erszényescickány (Sminthopsis longicaudata)
    - csíkosarcú erszényescickány (Sminthopsis macroura)
    - Sminthopsis murina
    - Sminthopsis ooldea
    - homoki erszényescickány (Sminthopsis psammophila)
    - vörösarcú erszényescickány (Sminthopsis virginiae)
    - Sminthopsis youngsoni

- Planigalini nemzetség
  - Planigale – Troughton, 1928 – 5 faj
    - Giles-erszényescickány (Planigale gilesi)
    - Ingram-erszényescickány (Planigale ingrami)
    - parti erszényescickány (Planigale maculata)
    - új-guineai erszényescickány (Planigale novaeguineae)
    - keskenyorrú erszényescickány (Planigale tenuirostris)